# Vratna
Vratna es un pueblo ubicado en la municipalidad de Negotin, en el distrito de Bor, Serbia.

## Superficie
Posee una superficie de 26,94 kilómetros cuadrados.

## Demografía
Hasta 2011 la población era de 260 habitantes, con una densidad de población de 9,652 habitantes por kilómetro cuadrado.